# Riksdagen 1847–1848
Riksdagen 1847-1848 ägde rum i Stockholm.
Ständerna sammanträdde till lagtima riksdag i Stockholm den 15 november 1847. Lantmarskalk var Gustaf Sparre. Prästeståndets talman var ärkebiskop Carl Fredrik af Wingård. Borgarståndets talman var Lars Gustaf Holm och bondestådets talman Hans Jansson i Bräcketorp.
Riksdagen avslutades den 24 oktober 1848.

## Riksdagsmän
- Prästeståndets ledamöter vid riksdagen 1847–1848